# 1911 ve fotografii

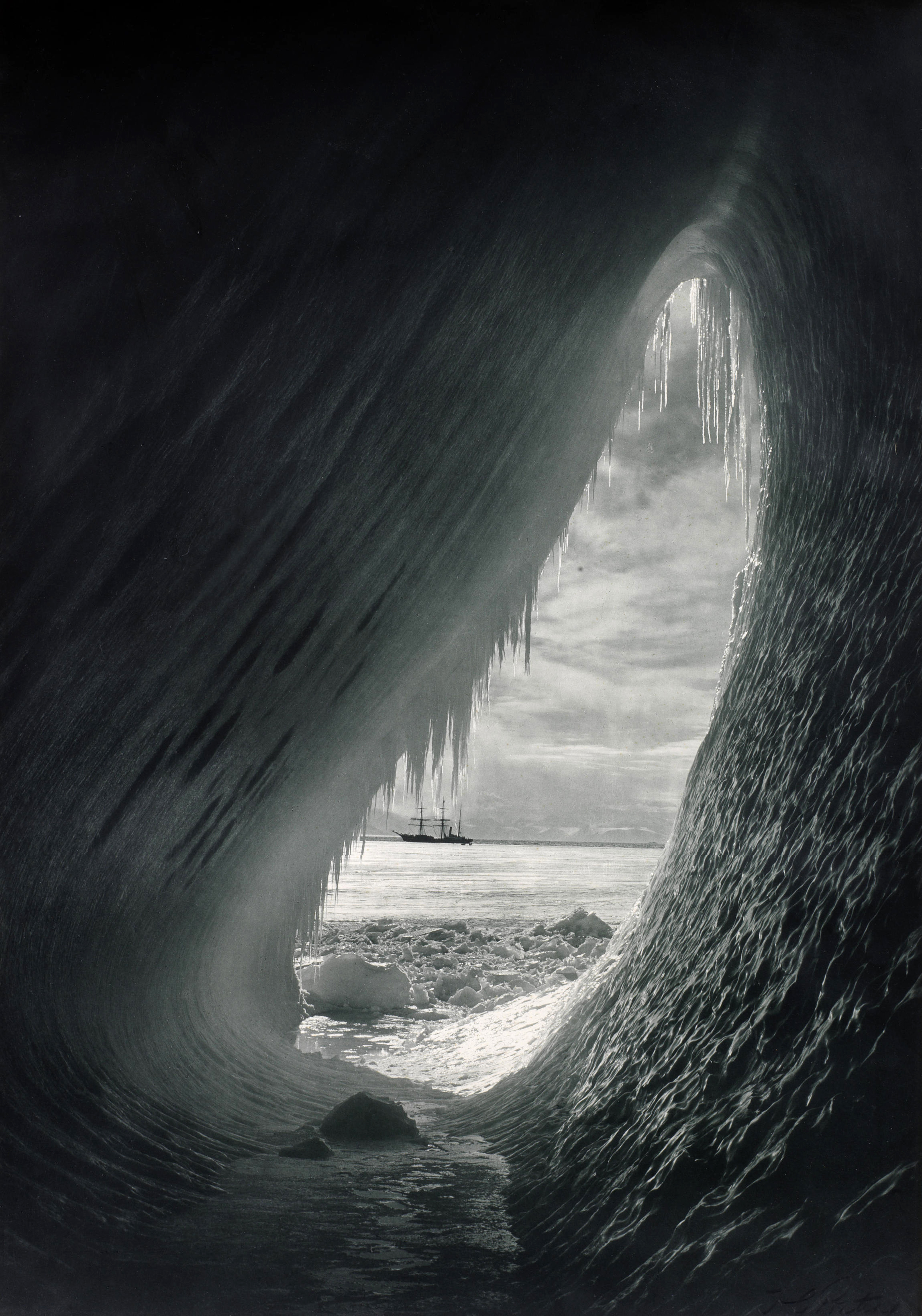
Herbert Ponting: Grotto in an Iceberg

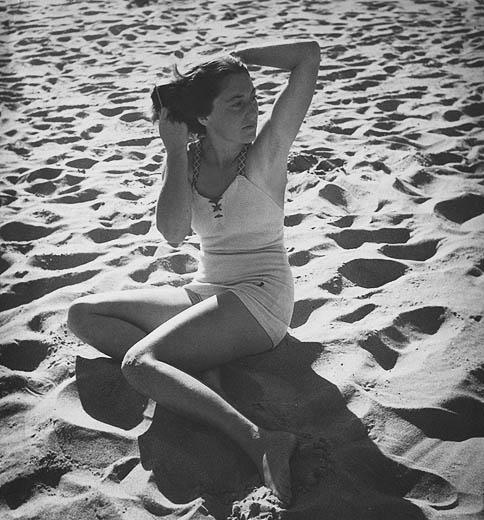
V roce 1911 se narodila Olive Cotton

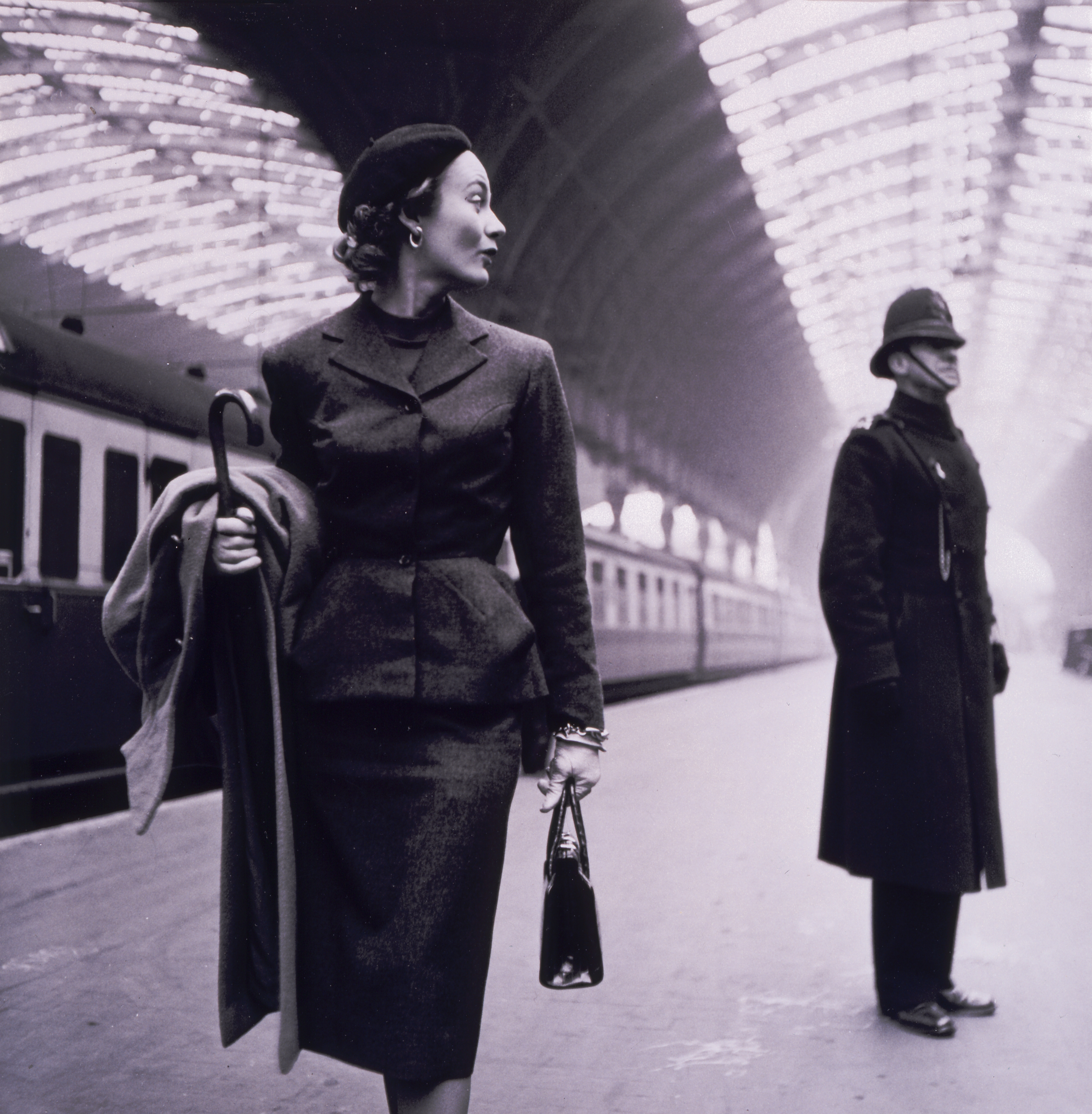
Dne 17. května se narodila Lisa Fonssagrives, švédská modelka, manželka fotografa Irvinga Penna

Tento článek obsahuje významné fotografické události v roce 1911.

## Události
- 2. května – M. E. Zetsche patentoval žaluziovou závěrku se svinovacími válečky.[1]
- 10. května – G. Geiger patentoval vypírací aparát na principu Segnerova kola.[1]
- Květen – Výstava umělecké skupiny The London Secession group of photographers v Newman Gallery.
- Herbert Ponting pořídil fotografii Grotto in an Iceberg.

## Narození v roce 1911
- 17. ledna – Izis Bidermanas, francouzský fotograf († 16. května 1980)
- 30. ledna – Sølve Harmová, norská úřednice, novinářská fotografka v redakci Arbeidernes blad v letech 1963–1981 († 25. července 1991)
- 20. března – František Dlouhý, český malíř a výtvarník († 22. března 2000)
- 16. dubna – Gene Fenn, americký fotograf († 21. listopadu 2001)
- 22. dubna – Max Dupain, australský fotograf († 27. července 1992)
- 9. května – Miroslav Hák, fotograf († 29. července 1978)
- 17. května – Lisa Fonssagrives, švédská modelka, manželka fotografa Irvinga Penna († 4. února 1992)
- 21. května – Berlyn Brixner, americký fotograf a hlavní fotograf testu Trinity, prvního výbuchu jaderné zbraně dne 16. července 1945 († 1. srpna 2009)
- 1. června – Zahari Žandov, bulharský filmový režisér, scenárista, fotograf a kameraman († 2. února 1998)
- 11. července – Olive Cotton, australská fotografka († 2003)
- 12. srpna – Hans Ernest Oplatka, fotograf († 1. prosince 1992)
- 15. srpna – Dimitris Harissiadis, řecký fotograf († 2. dubna 1993)
- 16. srpna – Ylla, maďarská fotografka zvířat († 30. března 1955)
- 9. října – Joe Rosenthal, americký fotograf, vítěz Pulitzerovy ceny, (Vztyčování vlajky na Iwodžimě) († 20. srpna 2006)
- 1. listopadu – Kódži Sató, japonský fotograf († 30. května 1955)
- 20. listopadu – David Seymour, americký fotograf († 10. listopadu 1956)
- 1. prosince – Federico Patellani, italský fotograf, filmový režisér, scenárista, malíř a právník († 10. února 1977)
- 12. prosince – Erich Auerbach, novinářský fotograf († 1977)
- 16. prosince – Pavol Poljak, slovenský fotograf a publicista († 13. února 1983)
- ? – Šihači Fudžimoto, japonský fotograf († 19. srpna 2006)
- ? – Michail Grigorjevič Prechněr, sovětský fotograf († 1941)
- ? – Solomon Osagie Alonge, nigerijský fotograf samouk, dvorní fotograf a průkopník nigerijské fotografie († 1994)
- ? – Janina Mokrzycka, polská umělkyně a fotografka, členka a předsedkyně Svazu polských uměleckých fotografů, vlastní fotografický ateliér v Katovicích, Nowém Targu, Varšavě a kanadském Torontu, fotografie aktů, portrétů a květin († 2006)

## Úmrtí v roce 1911
- 4. ledna – Dominique Roman, francouzský fotograf (* 18. dubna 1824)
- 11. ledna – Charles-Édouard Hocquard, francouzský lékař, průzkumník a fotograf (* 15. ledna 1853)
- 15. ledna – Jan Maloch, malíř a fotograf (* 11. června 1825)
- 24. února – Amory N. Hardy, americký fotograf (* 17. července 1834)
- 27. března – Philip Adolphe Klier, německý fotograf známý svými fotografiemi z koloniální Britské Barmy (* 1845)
- 23. května – Adolf Russ, český malíř a fotograf (* 14. dubna 1820)
- 6. července – Ignác Šechtl, český fotograf a průkopník kinematografie (* 26. května 1840)
- 29. července – Clément Sans, francouzský fotograf (* 24. června 1834)
- 12. srpna – Raimund von Stillfried, rakouský malíř a fotograf (* 6. srpna 1839)
- 20. října – Sigfús Eymundsson, islandský fotograf a knihkupec (* 24. května 1837)
- ? – Eugenio Interguglielmi, italský fotograf (* 1850)